# Чистопольская улица (Москва)
Чистопо́льская у́лица (название утверждено 31 декабря 1968 года) — небольшая улица в Москве, на территории Нижегородского района Юго-Восточного административного округа.
Улица соединяет Орехово-Зуевский проезд и безымянный проезд вдоль Симоновской железнодорожной ветки (Бойня — Перово), проходит параллельно 2-у Карачаровскому проезду, а в середине пересекается с Бронницкой улицей.
Улица однополосная, тихая, больше похожа на внутридворовый проезд, которым по сути и является.

## Происхождение названия
Улица была застроена, когда эта территория относилась к городу Перово, и тогда называлась улица Строителей. В 1960 году территория города Перово была включена в состав Москвы. 31 декабря 1968 года старое название было упразднено в связи с одноимённостью, улица стала называться Чистопольской по городу Чистополь, районному центру Татарстана.

## История
Улица была изначально застроена в составе города Перово. К этому периоду относится, например, комплекс из 10 двух- трёхэтажных домов, расположенных между Чистопольской и Бронницкой улицами. 6 центральных корпусов полностью двухэтажные, 4 крайних корпуса (выходящие на Бронницкую улицу и смотрящие на железную дорогу) переменной этажности: половина дома в два этажа, половина в три.
Корпуса немного отличаются по архитектуре балконов. У более ранних они массивные с бетонными балюстрадами, у более поздних — лёгкие, металлические.
- Балконы с балюстрадами.
Дом 6А по Бронницкой улице.
- Двух- трёхэтажный дом 6 по Бронницкой улице.

## Транспорт

### Наземный транспорт
По улице общественный транспорт не ходит.

### Ж/д транспорт
- Чухлинка — платформа Горьковского направления МЖД
- Перово — платформа Казанского направления МЖД

### Ближайшая станция метро
- Стахановская